# Batak (Filipijnen)
De Batak is een van de ongeveer 70 oorspronkelijke volken in de Filipijnen. Ze wonen in het noordoostelijke deel van het Palawan, een relatief groot eiland in het westen van de Filipijnse archipel. Er zijn nog ongeveer 500 Batak over. De Batak, die ook wel Tinitianes worden genoemd, worden door sommige antropologen gezien als nauwe verwanten aan een ander negrito-volk uit Centraal-Luzon, de Aeta. De Batak zijn klein van postuur, hebben een donkere huid en kort krullend haar. Allemaal eigenschappen die de men bij andere negrito-volken in de Filipijnen ook tegenkomt. Andere antropologen menen echter dat de Batak verwant zijn aan fysiek gelijkende groepen in Indonesië of zelfs de Andamanen.